# Майолаті-Спонтіні
Майолаті-Спонтіні (італ. Maiolati Spontini) — муніципалітет в Італії, у регіоні Марке,  провінція Анкона.
Майолаті-Спонтіні розташоване на відстані близько 185 км на північ від Рима, 36 км на південний захід від Анкони.
Населення — 6268 осіб (2014).

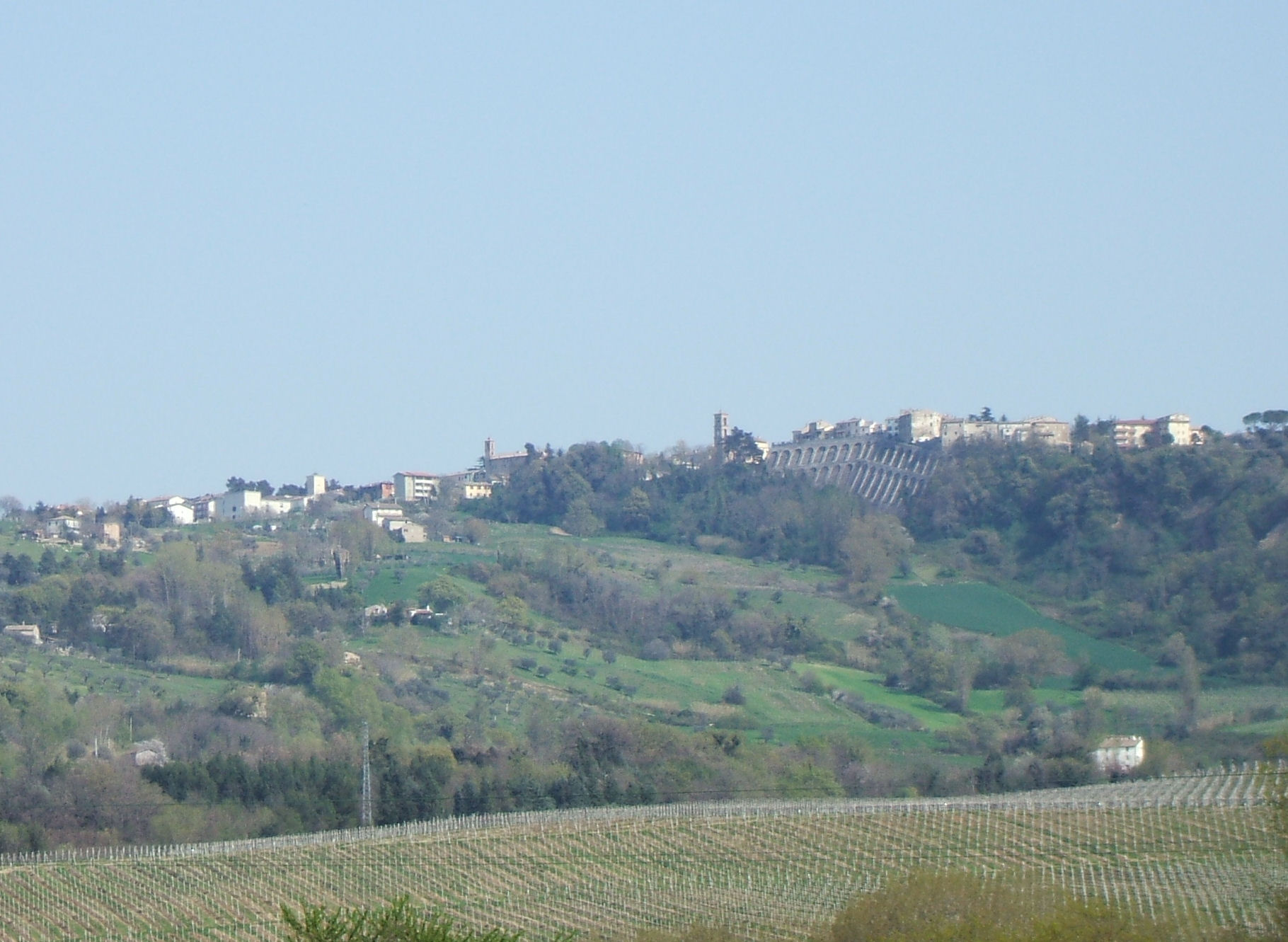

Щорічний фестиваль відбувається 8 вересня, на свято Різдва Пресвятої Богородиці.

## Демографія
Населення за роками:

Станом на 1 січня 2023 року в муніципалітеті офіційно проживали 423 іноземці з 39 країн, серед них 96 громадян країн Євросоюзу та 5 громадян України.

## Сусідні муніципалітети
- Бельведере-Остренсе
- Кастельбелліно
- Кастельпланіо
- Купрамонтана
- Єзі
- Монте-Роберто
- Розора
- Сан-Марчелло